# Olivier Thévenin

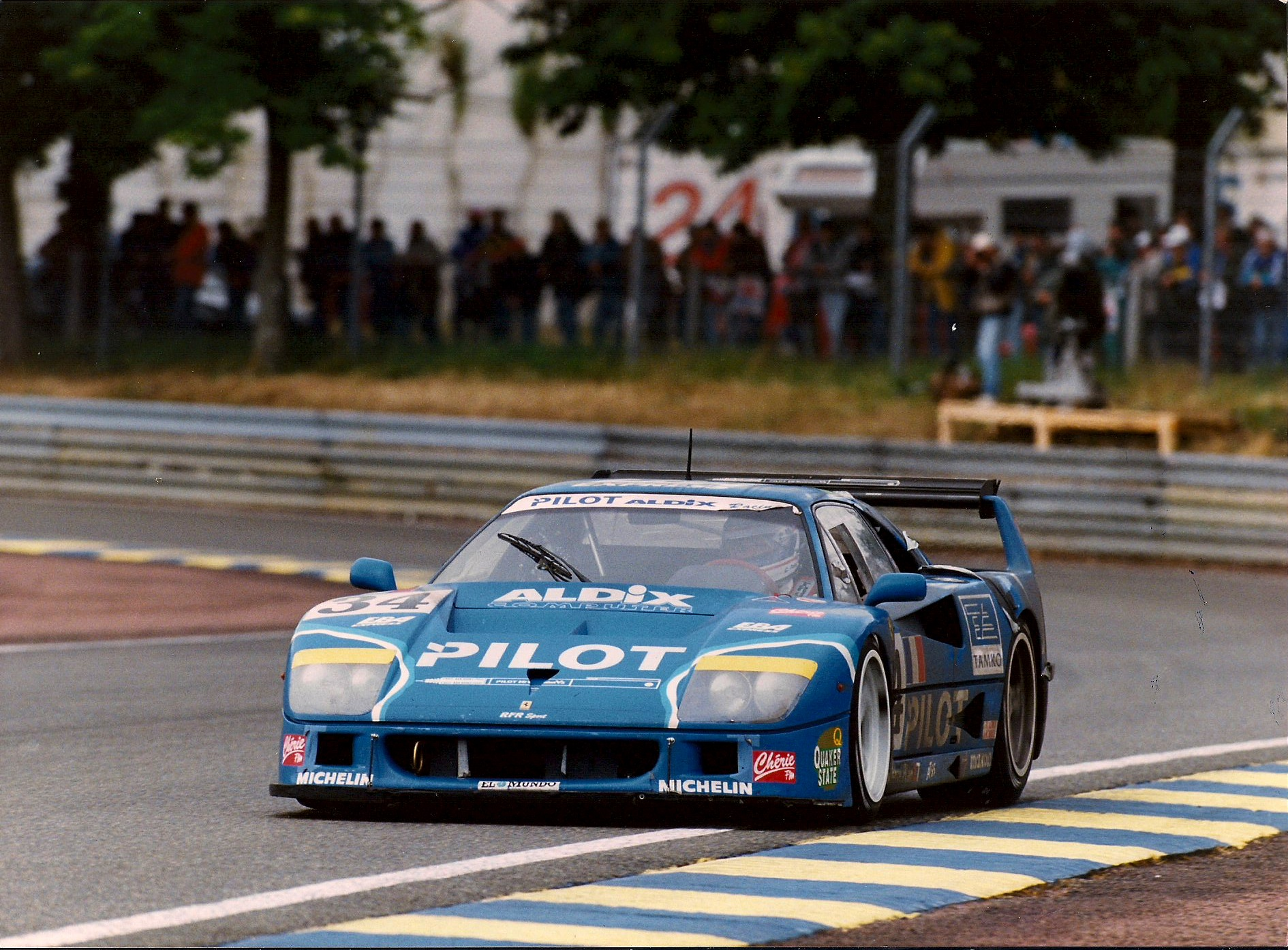
Der Ferrari F40 von Olivier Thévenin, Michel Ferté und Carlos Palau (der am Steuer sitzt) beim 24-Stunden-Rennen von Le Mans 1995, wo das Trio den 12. Gesamtrang erreichte

Olivier Thévenin (* 25. Februar 1968 in Orléans) ist ein ehemaliger französischer Autorennfahrer.

## Karriere

### Monoposto
Olivier Thévenin begann seine Karriere in französischen Formel-Renault-Turbo-Meisterschaft, die er 1987 als Gesamtfünfter beendete. Ein Jahr später beendete er diese Meisterschaft hinter dem Gesamtsieger Ludovic Faure, Michel Maisonneuve, Yvan Muller und Olivier Panis mit 80 Punkten als Fünfter. Einsatzfahrzeug war ein Martini MK54. 1992 wurde er hinter Franck Lagorce und Emmanuel Clérico Dritter in der Französischen Formel-3-Meisterschaft und wechselte 1994 in den GT- und Sportwagensport.

### GT- und Sportwagen
Ende der 1990er- und zu Beginn der 2000er-Jahre ging er regelmäßig in der französischen GT-Meisterschaft an den Start, wo er im Laufe Jahr fünf Wertungsläufe für sich entscheiden konnte. Nach einem dritten Gesamtrang 2004 (hinter Patrick Bornhauser und den ex quo an der zweiten Stelle platzierten Bruno Besson und David Hallyday), sicherte er sich 2005 den Gesamtsieg dieser Serie.
Siebenmal war er beim 24-Stunden-Rennen von Le Mans am Start, mit dem besten Ergebnis 1995, als er Zwölfter wurde. Nach dem Ablauf des Rennjahres 2010 beendete er seine professionelle Karriere.

## Statistik

### Le-Mans-Ergebnisse
| Jahr | Team                           | Fahrzeug               | Teamkollege         | Teamkollege          | Platzierung | Ausfallgrund |
| ---- | ------------------------------ | ---------------------- | ------------------- | -------------------- | ----------- | ------------ |
| 1995 | Pilot Aldix Racing             | Ferrari F40LM          | Michel Ferté        | Carlos Palau         | Rang 12     |              |
| 1996 | Pilot Pen Racing               | Ferrari F40LM          | Michel Ferté        | Nicolas Leboissetier | Ausfall     | Feuer        |
| 1997 | JB Racing                      | Porsche 911 GT1        | Jürgen von Gartzen  | Alain Ferté          | Ausfall     | Motorschaden |
| 1998 | Courage Compétition            | Courage C41            | Franck Fréon        | Yōjirō Terada        | Rang 16     |              |
| 1999 | Riley & Scott Europe           | Riley & Scott Mk III/2 | Gary Formato        | Philippe Gache       | Ausfall     | Motorschaden |
| 2002 | Luc Alphand Aventures          | Porsche 996 GT3 RS     | Christian Lavieille | Luc Alphand          | Rang 24     |              |
| 2003 | Scorp Motorsport Communication | Chrysler Viper GTS-R   | Luis Marques        | Dominique Dupuy      | Ausfall     | Motorschaden |